# Phytocoris calvus
Phytocoris calvus är en insektsart som beskrevs av Van Duzee 1920. Phytocoris calvus ingår i släktet Phytocoris och familjen ängsskinnbaggar. Inga underarter finns listade i Catalogue of Life.